# Пинго (национальная достопримечательность)
Национальная достопримечательность Пинго (англ. Pingo National Landmark, фр. Parc national de Kouchibouguac) — национальная достопримечательность Канады, расположенная на севере канадских Северо-Западных территорий.

## Физико-географическая характеристика

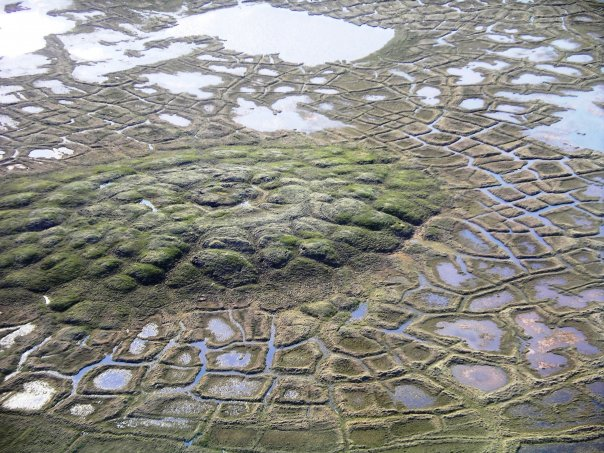

На полуострове Тактояктук находятся 1350 конических холмов, которые носят название бугры пучения, или пинго, что составляет четвёртую часть всех известных пинго в мире. В условиях тундры и вечной мерзлоты с относительно ровным ландшафтом эти формы рельефа являются единственными возвышенностями в регионе.
Национальная достопримечательность Пинго расположена в 5 км к юго - западу от Тактояктука, на её территории площадью 16 км² находится 8 бугров пучения. Ibyuk — крупнейшее пинго в Канаде и второе по высоте в мире достигает 49 метров и растёт примерно на 2 см в год. Следующим по высоте является пинго Split, остальные имеют высоту от 5 до 36 метров.
Помимо бугров пучения национальная достопримечательность Пинго богата и другими характерными для вечной мерзлоты образованиями, в том числе северо-восточнее полуострова Пенинсула-Пойнт (англ. Peninsula Point) на поверхность выходят большие массы подпочвенного льда, а поверхность разбита мерзлотными полигонами.

## Флора и фауна
Территория парка находится в южной арктической экозоне, которая отделяет еловые леса от арктической тундры. На сухих склонах пинго и в возвышенных частях полигонов можно встретить полукустарники, в то время как для более влажной центральной части полигонов характерны осоковые. Типичными представителями сухих участков являются ива, водяника, клюква, вереск, карликовая берёза и морошка, в то время как для влажных участков характерны осоковые и ягель.
На территории парка практически нет постоянных обитателей, но многие животные используют её сезонно. В частности, здесь часто можно встретить песцов, лис и американских сусликов. Мелкие млекопитающие используют относительно сухие склоны пинго для укрытия. Изредка в поисках еды в Пинго заходят стада оленей карибу из Блуноус-Уэст и Кейп-Батерст, медведей гризли, белых медведей, волков.
В регионе также представлено большое количество водоплавающих птиц, в частности чёрная казарка, белый гусь, белолобый гусь, американский лебедь, гагары и много видов уток.
В окрестных водах водятся Clupea pallasii, омуль (Coregonus autumnalis), сибирская ряпушка (Coregonus sardinella), налим (Lota lota), чир (Coregonus nasus), белорыбица (Stenodus leucichthys).

## Охрана территории
Пинго не является частью системы национальных парков Канады, тем не менее представляет природный регион западной Арктики (англ. Western Arctic Region). Доступ к национальной достопримечательности несколько затруднён отсутствием транспортного сообщения. К Тактояктуку летают чартерные рейсы, кроме того в зимнее время населённый пункт связан трассой Демпстер с Инувиком. От Тактоктука до самих пинго можно добраться на снегоходах или пешком, однако пешие путешествия сопряжены с трудностями из-за больших неровностей дорог. Другой пеший маршрут проходит по берегу океана и возможен только во время отливов. Оптимальным транспортным средством являются лодки, на которых можно добраться до достопримечательности за 20 минут. Одной из характерных особенностей пинго является тот факт, что при малейших повреждениях они начинают таять и проваливаются, в связи с этим по ним запрещено ездить на автомобилях и снегоходах.